# Koskeljärvi
Koskeljärvi är en sjö i Finland. Den ligger i kommunen Eura i landskapet Satakunta, i den sydvästra delen av landet, 170 km nordväst om huvudstaden Helsingfors. Koskeljärvi ligger 41,3 meter över havet. I omgivningarna runt Koskeljärvi växer i huvudsak barrskog. Den är 3,2 meter djup. Arean är 6,58 kvadratkilometer och strandlinjen är 31,06 kilometer lång. Sjön  ingår i Lapinjokis huvudavrinningsområde. 